# Fabián Cháirez
 (décembre 2019).
Fabián Cháirez, né à Chiapas le 13 décembre 1987, est un peintre mexicain dont l’œuvre s'oriente vers la représentation alternative du masculin et le questionnement de la figure masculine hégémonique dans le monde.
En 2019, l'une de ses œuvres cause une forte polémique car on y voit un homme à cheval, que les gens ont identifié comme Emiliano Zapata, une figure historique considérée comme un héros par une majorité de Mexicains. Ce tableau est présenté au Palais des beaux-arts de Mexico.

## Biographie
Fabián Cháirez naît à Chiapas en 1987. Il étudie les arts visuels en licence à l'université de sciences et des arts de Chiapas, entre 2007 et 2012,,.

## Œuvre
La thématique de l’œuvre de Cháirez tourne autour du corps masculin et du monde LGBT, surtout avec des corps qui sortent des stéréotypes ou des archétypes de la virilité mexicaine. Avec ses tableaux, il envoie un message de tolérance et d'ouverture à la société de son pays, encore majoritairement hostile à la différence et à la diversité sexuelle. Il utilise des archétypes mexicains ou centre-américains comme les lutteurs, les charros ou la Mara Salvatrucha. Il représente ces personnages dans des positions suggestives et érotiques.
Il évite de représenter des hommes politiques ou des narcotrafiquants par crainte de représailles.

## Expositions

### Individuelles
- 2010 : « Lolitos », Galerie La Douloureuse
- 2012 : « Cœur de quinceañera », université de Sciences et arts de Chiapas
- 2013 : « Invisible », galerie Fais-moi le milagrito
- 2015 : « Le Jardin des délices », INBA[7]
- 2016 : « Deliquios Masculins », CONACULTA[8]

### Collectives
- 2019 : « Emiliano: Zapata après Zapata », Palais de Beaux-Arts[Lequel ?][9]